# Mutiara Ferindo 7
Die Mutiara Ferindo 7 (auch Mutiara Ferindo VII geschrieben) ist ein 1994 als Ferry Shirakaba in Dienst gestelltes Fährschiff der indonesischen Reederei Mutiara Ferindo Internusa. Sie verbindet seit 2021 die Inseln Bali und Lombok.

## Geschichte
Die Ferry Shirakaba wurde am 7. Oktober 1993 unter der Baunummer 3040 in der Werft von IHI in Tokio auf Kiel gelegt und lief am 13. Januar 1994 vom Stapel. Nach der Ablieferung an Shin Nihonkai Ferry nahm sie am 12. Juli 1994 den Fährdienst von Niigata nach Otaru auf. Ihr direktes Schwesterschiff war die ebenfalls 1994 in Dienst gestellte Ferry Azalea. Zudem teilt sich die Fähre viele optische Merkmale mit den älteren, etwas kleineren Schwesterschiffen New Akashia und Ferry Lavender.
Seit 2002 verkehrte die Ferry Shirakaba nach Indienststellung der Neubauten Lilac und Yuukari zwischen Tomakomai, Akita, Niigata und Tsuruga. Nach Ablieferung der Lavender und der Azalea beendete sie am 28. Juni 2017 ihre letzte Überfahrt für Shin Nihonkai Ferry und wurde anschließend ausgemustert.
Im Juli 2017 ging das Schiff in den Besitz der indonesischen Reederei Mutiara Ferindo Internusa und trug zunächst unterschiedlichen Quellen zufolge entweder den Namen Golden Pearl 6 oder Tango Nuevo. Im Dezember 2017 wurde sie schließlich in Mutiara Ferindo 7 umgetauft. Das Schiff stand seitdem zwischen Jakarta und Pajang in der Provinz Lampung im Einsatz. Seit 2021 verbindet die Mutiara Ferindo 7 die Inseln Bali und Lombok.